# Шюлльдорф
Шюлльдорф (нем. Schülldorf) — община в Германии, в земле Шлезвиг-Гольштейн. 
Входит в состав района Рендсбург-Экернфёрде. Подчиняется управлению Айдерканаль.  Население составляет 649 человек (на 31 декабря 2010 года). Занимает площадь 12,99 км².